# Подборов'я-1
Подборов'я-1 (рос. Подборовье-1) — присілок в Псковському районі Псковської області Російської Федерації.
Населення становить 124 особи. Входить до складу муніципального утворення Торошинська волость.

## Історія
Від 2015 року входить до складу муніципального утворення Торошинська волость.

## Населення
| 2001 | 2002 | 2010 |
| ---- | ---- | ---- |
| 168  | ↘167 | ↘124 |